# Kullancs-encephalitis elleni védőoltás
A kullancs-encephalitis elleni védőoltás olyan vakcina, amelyet a kullancsok által terjesztett encephalitis ellen használnak. E betegség Közép- és Kelet-Európában, valamint Ázsia északi részén a legelterjedtebb. Az oltóanyagot megkapott személyek több mint 87%-ánál védettség alakul ki. Fertőzött kullancs általi csípést követően az oltóanyag beadása már nem hatásos. A vakcinát izomba fecskendezik be.
Az Egészségügyi Világszervezet (WHO) ajánlása szerint azokban az országokban, ahol a betegség elterjedt, mindenkit be kell oltani. Másutt a védőoltás csak a nagy kockázatnak kitett személyek számára javasolt. Az oltóanyagot három dózisban adják, majd három–ötévente emlékeztető oltásokra van szükség. Az oltóanyag típusától függően egy vagy három év fölöttieknek adható.
Súlyos mellékhatások nagyon ritkán fordulnak elő. Enyhébb mellékhatásként láz léphet fel, illetve az oltás helyén bőrpír vagy fájdalom jelentkezhet. A mellékhatásokat inkább a vakcina régebbi változatai idézték elő. A tapasztalatok azt mutatják, hogy az oltóanyag terhesség idején is biztonságosan beadható.
A kullancs-encephalitis elleni védőoltást 1937-ben fejlesztették ki. Az oltóanyag szerepel az Egészségügyi Világszervezet alapvető gyógyszereket tartalmazó listáján, amely az egészségügyi alapellátásban szükséges legfontosabb gyógyszereket sorolja fel.

## Fordítás
- Ez a szócikk részben vagy egészben  a   Tick-borne encephalitis vaccine című angol Wikipédia-szócikk ezen változatának fordításán alapul.  Az eredeti cikk szerkesztőit annak laptörténete sorolja fel. Ez a jelzés csupán a megfogalmazás eredetét és a szerzői jogokat jelzi, nem szolgál a cikkben szereplő információk forrásmegjelöléseként.